# Fabio Di Tomaso
Fabio Di Tomaso (Quebec; 9 de abril de 1977) es un actor argentino nacido en Canadá, que ha trabajado en teatro y televisión.

## Biografía
Fabio nació en la ciudad de Quebec (Canadá) en una familia de procedencia italiana.Su niñez y adolescencia transcurrió en la localidad de Boulogne Sur Mer junto a su madre, en el Gran Buenos Aires. Más tarde, estudió teatro y tuvo varios trabajos: «Fui colectivero dos años, en la línea 71, que va de Villa Adelina a Once. Trabajé en una carpintería, fui cuidador de plaza... Iba a la mañana, pasaba el rastrillo al arenero, los trabajos no me duraban mucho». Cuenta que, antes de ser conocido, explotaba su parecido con Mario Pergolini: "Si habré robado con eso... cuando tenía el pelo largo, decía que era el primo". A los 16 años manifestó su interés por las bandas musicales y decidió incursionar en el mundo de la música. De esta manera, formó parte de la banda musical "Poketers", junto a Sebastián Rubio (bajo), Santiago Prado (trompeta), y Luciano Iriarte (guitarra).
Hizo el Ciclo Básico Común de la carrera de Economía pero al mes le confesó a un amigo que quería hacer teatro. Tomó clases de teatro por primera vez con Adriana Colombo en Villa Adelina.

## Carrera  profesional
Su debut televisivo se produjo en Resistiré, donde interpretó un personaje homosexual de nombre Javier. Luego tuvo una participación en Padre Coraje donde representó a Lautaro Costa, hijo del intendente Manuel Costa, del pueblo "La Cruz".  A finales del 2004 recibe la propuesta de interpretar uno de los papeles protagónicos para la telenovela Floricienta. Es así que abandona su participación en la telenovela Padre Coraje. En el mes de marzo del 2005, salió al aire la segunda temporada de Floricienta, con Florencia Bertotti, Benjamín Rojas e Isabel Macedo, donde apareció como "El Conde" Máximo Augusto Calderón de la Hoya interpretado por Fabio. A pesar de las críticas suscitadas por el cambio de protagonista de la telenovela, Fabio logró obtener la aceptación de los televidentes. Después de haber logrado ser reconocido por el personaje de Máximo, Fabio Di Tomaso intenta hacer algo diferente a lo que había estado haciendo en televisión. Es así que ingresa al elenco de la comedia televisiva Juanita, la soltera protagonizada por Soledad Fandiño. Aquí recibe el papel antagónico de Renzo. Debido a cambios de horario, la tira fracasa y es retirada de la programación de Canal 13, dos meses antes del final. En el mes de junio del 2007 participó en la obra teatral Aniquilados, de la autora británica Sarah Kane, dirigida por Leono.

## Vida personal
De 2004 a 2012 tuvo una relación sentimental con la actriz Melina Petriella. 
En 2016 comenzó una relación con Samira Sufan, productora audiovisual, con quien se casó en 2017. Tienen un hijo llamado Fidel nacido en 2018. Ese mismo año se separaron. 
Desde 2019 se encuentra en una relación amorosa con la actriz Valentina Bassi.

## Filmografía

### Cine
| Año  | Título                                   | Papel               | Notas          |
| ---- | ---------------------------------------- | ------------------- | -------------- |
| 1997 | Bajo bandera                             | Soldado             |                |
| 2007 | Cartas para Jenny                        | Eitan               |                |
| 2010 | Plumíferos                               | Tero #3             | Doblaje de voz |
| 2010 | Malvo                                    | Malvo               | Cortometraje   |
| 2017 | Soldado argentino solo conocido por Dios | Subteniente Quiroga |                |
| 2020 | Hungry                                   | Víctima             | Cortometraje   |
| 2021 | 3 A.M.                                   | Cliente             | Cortometraje   |

### Televisión
| Año       | Título                               | Personaje                          | Notas                           |
| --------- | ------------------------------------ | ---------------------------------- | ------------------------------- |
| 2003      | Costumbres argentinas                | Chico provocador                   | Capítulo 25 (Temporada 1)       |
| 2003      | Resistiré                            | Javier Castellanos                 |                                 |
| 2004      | Padre Coraje                         | Lautaro Teodoro Costa              |                                 |
| 2004-2005 | Floricienta                          | Máximo Augusto Calderón de la Hoya |                                 |
| 2006      | Juanita, la soltera                  | Renzo Montillo                     |                                 |
| 2008      | Vidas robadas                        | Octavio Amaya                      |                                 |
| 2010      | Consentidos                          | Felipe de La Fuente                |                                 |
| 2012      | Volver a nacer                       | Leonardo Hackerman                 |                                 |
| 2012-2013 | Dulce amor                           | Leonardo Espósito                  |                                 |
| 2013      | Historias de corazón                 | Felipe                             | Episodio: «7 días para la boda» |
| 2014      | Somos familia                        | Germán Colombo                     |                                 |
| 2014      | Camino al amor                       | Bautista                           |                                 |
| 2015      | El mal menor                         | Raúl Guzmán                        | Episodio: «Rocío»               |
| 2017      | Cuéntame cómo pasó                   | Armando                            |                                 |
| 2019      | Pequeña Victoria                     | José                               |                                 |
| 2019      | Otros pecados                        | Rafael                             | Episodio: «La caldera»          |
| 2020      | Separadas                            | Matías Santamaría                  |                                 |
| 2022      | La reina del sur                     | Samuel Gravier                     |                                 |
| 2023      | El reino                             | Novio de Samanta                   | Episodio: «Violencia divina»    |
| 2023      | Las bellas almas de los verdugos     | Carranza                           |                                 |
| 2023      | Argentina, tierra de amor y venganza | Néstor Prado                       |                                 |
| 2024      | La voz ausente                       | Mauro                              |                                 |

## Teatro
| Año       | Título                                | Papel              | Lugar                                   |
| --------- | ------------------------------------- | ------------------ | --------------------------------------- |
| 2007      | Aniquilados                           | Soldado            | El Portón de Sánchez                    |
| 2010      | Demasiado cool para morir             | Varios             | Chacarerean Teatre / Espacio Colette    |
| 2011      | Los fantasmas de la patria            | Él                 | Centro Cultural de Cooperación          |
| 2013      | El león en invierno                   | Godofredo          | Teatro Regina                           |
| 2014      | Los últimos días                      | Pablo              | Auditorio Losada                        |
| 2015-2016 | Roto                                  | Juan               | Gira nacional                           |
| 2016-2017 | Beatnik                               | Jack Kerouac       | Maipo Kabaret                           |
| 2018-2019 | Banco de suplentes                    | Fidel              | Teatro La Comedia / Teatro Lope De Vega |
| 2019      | La ratonera                           | Comandante Metcalf | Gira nacional                           |
| 2021      | Quince días para hablar de amor       |                    | Teatro Regina                           |
| 2022      | Despojo                               | Boris              | Teatro La Comedia / Teatro Picadilly    |
| 2022-2023 | El hostel de los millones             | Manager            | Teatro Candilejas                       |
| 2023      | Nunca te fies de una mujer despechada | Daniel             | Teatro Premier                          |
| 2024      | El botones                            | El novio           | Teatro Provincial                       |
| 2025      | Las chicas solo buscan divertirse     | Charly             | Teatro Santa Fe                         |

## Premios y nominaciones
| Año  | Organización   | Categoría              | Trabajo                   | Resultado | Ref(s) |
| ---- | -------------- | ---------------------- | ------------------------- | --------- | ------ |
| 2004 | Premios Clarín | Revelación masculina   | Padre Coraje              | Nominado  | [ 7 ]  |
| 2023 | Premios Carlos | Mejor actor de reparto | El hostel de los millones | Nominado  | [ 8 ]  |